# Dominik Walenciak
Dominik Walenciak (* 26. August 1990 in Berlin) ist ein deutscher Komponist, Songwriter und Musikproduzent.

## Leben und Karriere
Nach seinem Bachelor-Abschluss in Jazzklavier an der Universität der Künste Berlin 2015 studierte Walenciak Producing & Composing Artist an der Popakademie Mannheim, wo er 2017 seinen Master-Abschluss erwarb. Walenciak hat an verschiedenen Projekten gearbeitet, darunter Songwriting, Werbemusik, Serien, Dokumentationen und Filme.
Walenciak komponierte die Filmmusik für den Kurzfilm My Body My Rights von Amnesty International im Jahr 2015. Im Jahr 2016 komponierte er die Musik für die TV-Produktion GartenKult für StarklFilm/ORF3. Mit der ersten Albumproduktion 20.000 Volt von IZE sowie den Song Wir für Euch für die Deutsche Sporthilfe setzte er den Startschuss für viele weitere Produktionen. Im selben Jahr war er auch der musikalische Leiter der Tournee des Musicals Höchste Zeit durch Österreich und Deutschland.
Ein weiterer Meilenstein seiner Karriere war die Komposition und Co-Produktion des Songs Sidekick für Die Lochis im Jahr 2017. Im selben Jahr präsentierte Walenciak den Song Wir für Euch auf dem Ball des Sports in Wiesbaden und war erneut der musikalische Leiter der Tournee des Musicals Höchste Zeit. Im Jahr 2018 wurde das Musical Go Trabi Go mit dem Deutschen Musicalpreis ausgezeichnet, für das er die Musik komponierte. Im Jahr 2019 komponierte Walenciak den Themesong für Aldiana GmbH und das Weihnachtskonzert der Berliner Philharmonie sowie das Arrangement für den Online-Chor der Berliner Philharmonie.
Seit 2021 ist Dominik Walenciak Gründer und Geschäftsführer einer Produktionsfirma für Musik- und Kreativproduktion sowie Audiomarketing. Im Jahr 2023 gründete Walenciak außerdem eine Marke für Audioproduktionen. Unter der Marke erschien die erste Hörspielproduktion Detektiv Flosse.

## Auszeichnungen
- 2018: Goldene Schallplatte für "Sidekick" von Die Lochis